# Agapetus fuscipes
Agapetus fuscipes är en nattsländeart som beskrevs av Curtis 1834. Agapetus fuscipes ingår i släktet Agapetus och familjen stenhusnattsländor. Enligt den svenska rödlistan är arten sårbar i Sverige. Arten förekommer i Götaland. Artens livsmiljö är sjöar och vattendrag, våtmarker. Inga underarter finns listade i Catalogue of Life.